# ميخوط فيفري
ميخوط فيفري (الاسم العلمي:Myxobolus pfeifferi) هو نوع من الحيوانات يتبع جنس الميخوط من الفصيلة الميخوطية.